# حكومة نواف سلام
حكومة نواف سلام هي الحكومة اللبنانية الثامنة والسبعون بعد الاستقلال، والاولى بعهد الرئيس جوزاف عون. تشكلت الحكومة في 8 فبراير 2025 بعد تكليف رئيس محكمة العدل الدولية السابق نواف سلام رئيسًا لوزراء لبنان في 13 يناير. خلفت حكومة سلام حكومة نجيب ميقاتي الثالثة، والتي كانت تعمل بصفة مؤقتة.

## انتخاب

### تشكيلة الحكومة
| الوزارة                                                           | اسم الوزير      | الطائفة          | الحزب السياسي           | المحافظة |
| ----------------------------------------------------------------- | --------------- | ---------------- | ----------------------- | -------- |
|                                                                   |                 |                  |                         |          |
| رئيس مجلس الوزراء                                                 | نواف سلام       | السنة            | مستقل                   |          |
| نائب رئيس مجلس الوزراء                                            | طارق متري       | روم أرثوذكس      | مستقل                   |          |
| وزير الدفاع الوطني                                                | ميشال منسى      | روم أرثوذكس      | مستقل                   |          |
| وزير الخارجية والمغتربين                                          | يوسف رجي        | موارنة           | القوات اللبنانية        |          |
| وزير الداخلية والبلديات                                           | أحمد الحجار     | السنة            | مستقل                   |          |
| وزير المالية                                                      | ياسين جابر      | الشيعة           | حركة أمل                |          |
| وزير العدل                                                        | عادل نصار       | روم كاثوليك      | حزب الكتائب اللبنانية   |          |
| وزير الإتصالات                                                    | شارل الحاج      | موارنة           | حزب الكتائب اللبنانية   |          |
| وزير الطاقة والمياه                                               | جو صدي          | موارنة           | القوات اللبنانية        |          |
| وزير الأشغال العامة والنقل                                        | فايز رسامني     | الدروز           | الحزب التقدمي الاشتراكي |          |
| وزير التربية والتعليم العالي                                      | ريما كرامي      | السنة            | مستقل                   |          |
| وزير الصحة العامة                                                 | ركان ناصر الدين | الشيعة           | حزب الله                |          |
| وزير العمل                                                        | محمد حيدر       | الشيعة           | حزب الله                |          |
| وزير دولة للشؤون الاجتماعية                                       | حنين السيد      | السنة            | مستقل                   |          |
| وزير السياحة                                                      | لورا لحود       | موارنة           | مستقل                   |          |
| وزير الاقتصاد والتجارة                                            | عامر بساط       | السنة            | مستقل                   |          |
| وزير الإعلام                                                      | بول مرقص        | روم أرثوذكس      | مستقل                   |          |
| وزير المهجرين ووزير الدولة لتكنولوجيا المعلومات والذكاء الاصطناعي | كمال شحادة      | البروتستانتية    | القوات اللبنانية        |          |
| وزير الشباب والرياضة                                              | نورا بيرقداريان | الأرمن الأرثوذكس | حزب الطاشناق            |          |
| وزير البيئة                                                       | تمارا الزين     | الشيعة           | حركة أمل                |          |
| وزير دولة لشؤون التنمية الإدارية                                  | فادي مكي        | الشيعة           | مستقل                   |          |
| وزير الزراعة                                                      | نزار هاني       | الدروز           | الحزب التقدمي الاشتراكي |          |
| وزير الثقافة                                                      | غسان سلامة      | روم كاثوليك      | مستقل                   |          |
| وزير الصناعة                                                      | جو عيسى الخوري  | موارنة           | القوات اللبنانية        |          |

## البيان الوزاري
وفي 17 فبراير 2025، عقدت حكومة نواف سلام جلسة رسمية في القصر الرئاسي، حيث أعلنت خلالها إقرار الحكومة لبيانها الوزاري الذي يشمل عدة التزامات، من أبرزها:
- رفع نسبة النمو الاقتصادي في البلاد.
- واجب احتكار الدولة لحمل السلاح.
- تحميل الدولة بالكامل مسؤولية أمن البلاد والدفاع عن حدودها.
- تطبيق القرار 1701 كاملًا.
- تعزيز قدرات الخزينة المالية.
- تحرير جميع الأراضي اللبنانية.
- إصلاح قطاع الكهرباء.
- إطلاق حوار جاد مع سوريا وضبط الحدود وعدم تدخل كل دولة في شؤون الأخرى.

وقال وزير الإعلام بول مرقص إنّ مسودة البيان تتضمن نحو 80 في المئة من اتفاق الطائف و20 في المئة من خطاب القسم للرئيس جوزاف عون. كما أسقطت الحكومة من البيان البند المتعلق بالمقاومة لأول مرة منذ انسحاب إسرائيل من الأراضي اللبنانية عام 2000. ومنح البرلمان اللبناني في 26 فبراير الثقة للحكومة متابعة لنشر البيان الوزاري.

## أنظر أيضًا
مجلس الوزراء اللبناني